# Hermann Stöhr

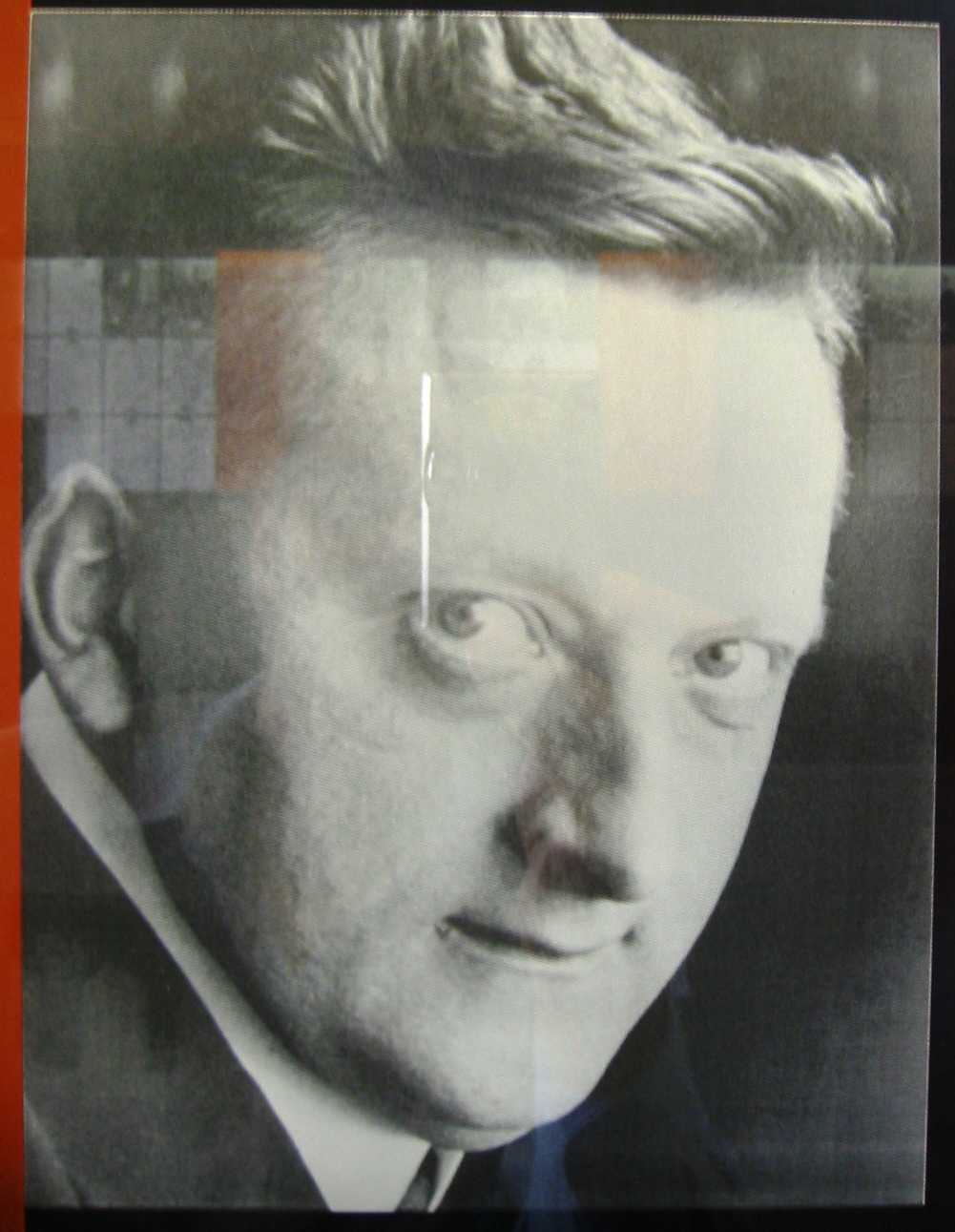
Hermann Stöhr

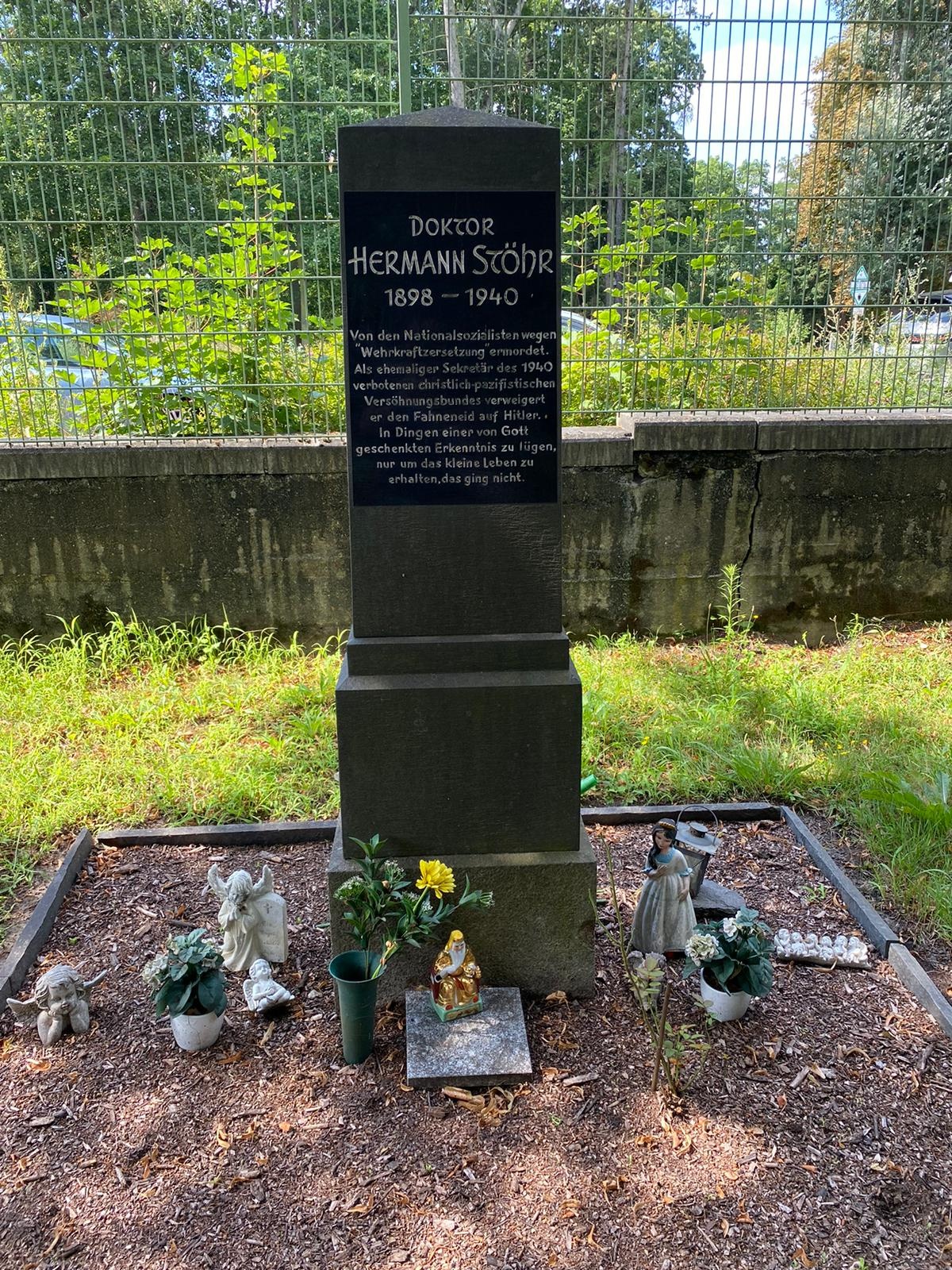
Das Grab von Hermann Stöhr auf dem Neuen St.-Johannis-Friedhof in Berlin

Hermann Stöhr (* 4. Januar 1898 in Stettin; † 21. Juni 1940 in Berlin-Plötzensee) war ein deutscher Pazifist und Widerstandskämpfer gegen den Nationalsozialismus.

## Leben
Stöhrs pazifistische Grundhaltung war Folge seiner Erfahrungen auf den Schlachtfeldern im Ersten Weltkrieg, für den er sich als Freiwilliger gemeldet hatte. Nach Kriegsende studierte er von 1919 bis 1922 Volkswirtschaft, öffentliches Recht  und Sozialpolitik und promovierte 1922 an der Universität Rostock zum Doktor der Staatswissenschaften. Danach übersiedelte er nach Berlin und war dort im Umfeld von Pfarrer Friedrich Siegmund-Schultze in verschiedenen evangelischen Friedens- und Sozialorganisationen tätig. So arbeitete er als Sekretär in dem von Siegmund-Schultze mitgegründeten deutschen Zweig des Internationalen Versöhnungsbundes und kümmerte sich unter dem Dach der Sozialen Arbeitsgemeinschaft Berlin-Ost um arbeitslose Jugendliche, die sich rund um den Schlesischen Bahnhof, den heutigen Ostbahnhof, aufhielten. In dieser Zeit erschienen auch mehrere Artikel und Bücher, in denen er sich mit Fragen der Sozialpolitik und der Ökumene beschäftigte. 1931 verlor er aufgrund seines Eintretens für eine Aussöhnung mit Polen seine wissenschaftliche Hilfsstelle  bei der Inneren Mission. Arbeitslos kehrte er in seine Geburtsstadt Stettin zurück und gründete dort 1936 den Ökumenischen Verlag Stettin.

## Widerstand und Hinrichtung

Gedenktafel für Hermann Stöhr auf dem Hermann-Stöhr-Platz in Berlin

Die Proteste Stöhrs gegen das nationalsozialistische Regime begannen früh und waren konsequent. Schon 1933 wandte er sich öffentlich gegen den Aufruf zum Boykott jüdischer Geschäfte und die Beflaggung von Kirchen mit Hakenkreuzfahnen. Später schloss er sich der Bekennenden Kirche an.
Als er im Frühjahr 1939 zur Kriegsmarine nach Kiel einberufen wurde, verweigerte Stöhr aus Gewissensgründen den Kriegsdienst und den damit zusammenhängenden Eid. Zwei Einberufungsbefehlen vom 2. März und 22. August 1939 kam er nicht nach. Daraufhin wurde er am 31. August 1939 verhaftet und zunächst wegen Fahnenflucht zu einem Jahr Gefängnis verurteilt. Stöhr legte dagegen Widerspruch ein. Auf Grund seiner Eidesverweigerung verurteilte ihn das Reichskriegsgericht am 16. März 1940 wegen Zersetzung der Wehrkraft zum Tode. Das Urteil wurde am 21. Juni 1940 im Strafgefängnis Berlin-Plötzensee durch Enthauptung vollstreckt. Stöhr wurde am 25. Juni 1940 auf dem evangelischen St. Johannis-Kirchfriedhof in Berlin-Wedding beigesetzt. Sein Grab wurde 1978 aufgegeben und eingeebnet, um Raum für eine Autobahn zu schaffen, die dann nicht gebaut wurde. Während der Beerdigung Stöhrs verhinderten Gestapo-Beamte, dass eine Predigt gehalten wurde; der Geistliche konnte lediglich ein Vater Unser sprechen.

## Rehabilitierung und Gedenken
Das Todesurteil gegen Stöhr wurde in den 1990er Jahren wieder Gegenstand der Rechtsprechung. Im Dezember 1997 wurde es durch das Landgericht Berlin als eines der ersten Einzelurteile gegen Kriegsdienstverweigerer aus der Zeit des Nationalsozialismus wieder aufgehoben. Nur wenige Wochen später wurde anlässlich des 100. Geburtstages von Hermann Stöhr ein nördlich des Berliner Ostbahnhofs unweit seiner früheren Wohnung in der Fruchtstraße gelegener Platz nach ihm benannt. Dort erinnert zudem ein großer Findling, an dem eine Gedenktafel angebracht ist, an das Schicksal Stöhrs.
Am 21. Januar 1947 gedachte der Internationale Friedensbund an Stöhrs Grab seiner. Harald Poelchau würdigte in seiner Rede den Verstorbenen als Menschen, der für „den Auftrag, Brücken zu bauen und nicht zu zerstören, in den Tod gegangen“ ist.
1953 realisierte der Bonhoeffer-Schüler und damalige Domdechant Albrecht Schönherr in der Krypta des Domes von Brandenburg den seit 1949 gehegten Gedanken einer „Gedächtnisstätte für die Blutzeugen des Kirchenkampfes“. Der Oranienburger Künstler und evangelische Laienprediger Wilhelm Groß fertigte eine Holzschatulle auf einem Gestell. Auf Karton wurden damals bekannte Namen des christlichen Widerstandes geschrieben, durch einen Bibelvers ergänzt und in diesen Kasten gelegt. Als Vorlage für die Namen diente das „Gedenkbuch für die Blutzeugen der Bekennenden Kirche“ von Bernhard Heinrich Forck. Hinzugefügt wurde lediglich der der Name des Totalverweigerers Hermann Stöhr. Damit wurde zum ersten Mal ein Kriegsdienstverweigerer öffentlich gewürdigt.
Bereits 1985 hat die Evangelische Kirchengemeinde Grünes Dreieck in Berlin-Charlottenburg, die 2000 unter deren Namen mit der Friedensgemeinde Berlin-Charlottenburg fusionierte, ihrem Gemeindezentrum in der Angerburger Allee den Namen „Hermann-Stöhr-Haus“ gegeben.
Nach ihm ist der Hermann-Stöhr-Platz nördlich vom Ostbahnhof zwischen Erich-Steinfurth-, Koppen- und Lange Straße seit 1998 benannt. Auch im niedersächsischen Buchholz in der Nordheide ist eine Straße nach ihm benannt.
Der Schriftsteller Heinz Knobloch setzte Stöhr in Berliner Grabsteine ein kleines literarisches Denkmal.